# 飯田興秀
飯田 興秀（いいだ おきひで）は、戦国時代の武将。大内氏の家臣。大内義興の下で博多代官を務めた。

## 出自
飯田氏は、建久3年（1192年）に土岐頼房の子・重房が、豊前国安心院永池村に移ってその地を姓としたのが始まりである。

## 略歴
永正3年（1506年）、飯田弘秀の子として誕生。
興秀は大内義興から偏諱を受けていることから分かるように、義興の頃から大内氏に長く仕えていた。弓の腕に長けていたほか、奉行としての手腕にも優れ、九州地方の軍権を任されたという。豊前寺社奉行のような働きも見られる（『豊前平野文書』）。享禄元年（1528年）の義興没後は義隆に仕える。

天文19年（1550年）7月17日、従五位下叙任。
天文20年（1551年）の陶隆房の謀反（大寧寺の変）の際、陶方に味方して義隆を自害に追い込み、その養子であった大友晴英を当主として擁立。天分22年（1553年）に晴英が「義長」と改名すると、興秀の嫡男が偏諱を賜って長秀と名乗っている。
弘治3年（1557年）、死去。死因については不明であるが、同年には毛利氏による防長経略によって主君・大内義長以下大内氏が滅ぼされていることから、この時に運命を共にしたもの、あるいは、この前年には二人の子が義長の実兄にあたる大友義鎮（宗麟）を頼って家臣となっているので、同行していればその地で亡くなった可能性もある。後者については後述（次項）を参照のこと。

## 子孫
興秀の二人の子は、いずれも陶晴賢の滅亡（天文24年（1555年）の厳島の戦い）後の段階で、居城の飯田城（豊前宇佐郡安心院町）に移り、弘治2年（1556年）には大友義鎮の家臣となっている。
嫡男・長秀（石見守、左京進）は大友氏の麾下に属した後に、新たに主君・義鎮から偏諱を受けて｢鎮敦｣と改名し、天正6年（1578年）10月11日までの生存が確認されている。
次男・義忠（但馬守、法名：麟清）は兄から継承し飯田城主となったほか、義鎮の義兄である田原親賢に属して大友氏の豊前制圧に貢献し、天正15年（1587年）7月10日に病死した。
また、同じく天正15年には、黒田孝高（官兵衛）に仕えていた長秀（鎮敦）の子・重堅（通称：新左衛門）が主君の命で改易され帰農している。